# El Ariye
El Ariye è uno dei tre comuni del dipartimento di Ouad Naga, situato nella regione di Trarza in Mauritania. Nel censimento della popolazione del 2000 contava 7.496 abitanti.